# 39. вечити дерби у фудбалу
39. вечити дерби у фудбалу је фудбалска утакмица одиграна у Београду 11. септембра 1966. године, између Црвене звезде и Партизана. Утакмица се завршила резултатом 1 : 1 (1 : 0).